# Imigração portuguesa na Lituânia
Os Portugueses na Lituânia ( em lituano:  Portugalai Lietuvoje) são cidadãos e residentes da Lituânia de ascendência portuguesa .
Os portugueses na Lituânia (também conhecidos como Comunidade portuguesa na Lituânia / Luso-lituanos ) são os cidadãos ou residentes da Lituânia cujas origens étnicas residem em Portugal .
Os lituanos portugueses são cidadãos nascidos em Portugal com cidadania lituana ou cidadãos nascidos na Lituânia de ascendência ou cidadania portuguesa.
Havia 87 portugueses residentes na Lituânia em 2022.  Os portugueses constituem aproximadamente 0,003% da população do país .

## História

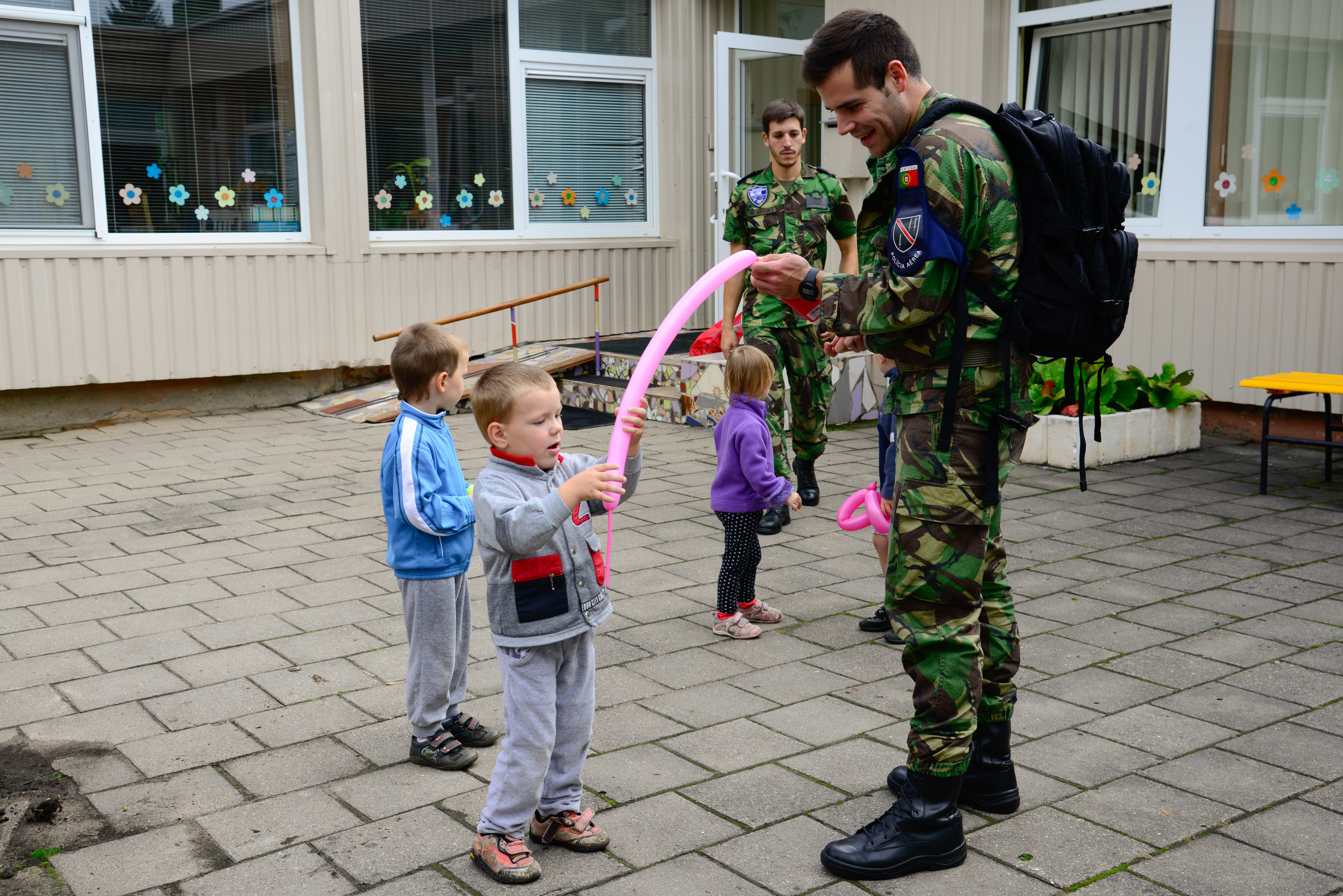
Um aviador português cria esculturas de balões para crianças de Kudikiu Namai durante um projeto de Assistência Civil Humanitária (HCA), em Šiauliai, Lituânia

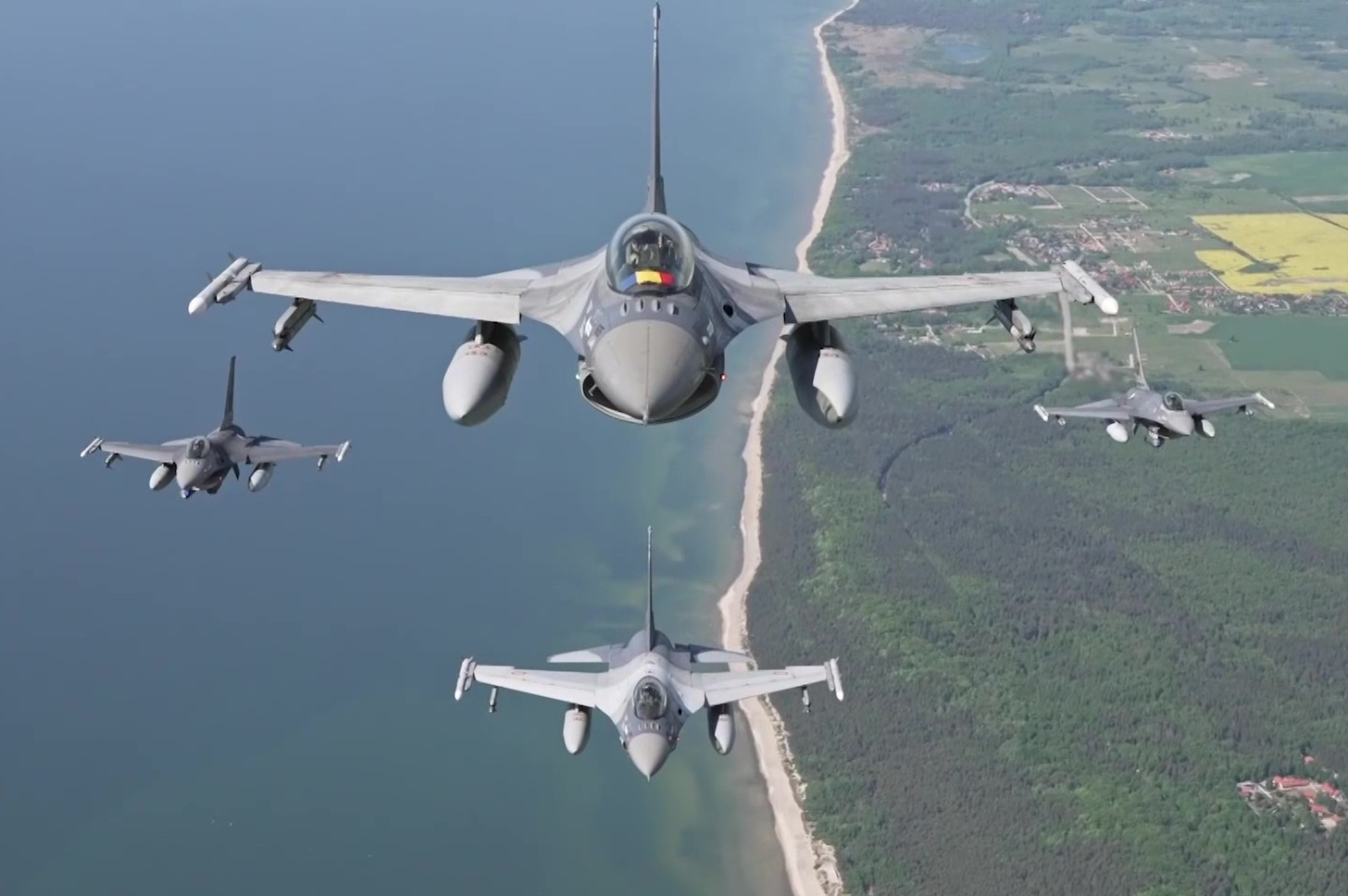
Patrulhas F-16 romenas e portuguesas ajudam a proteger os céus da Estônia, Letônia e Lituânia como parte do Policiamento Aéreo do Báltico (BAP) da OTAN

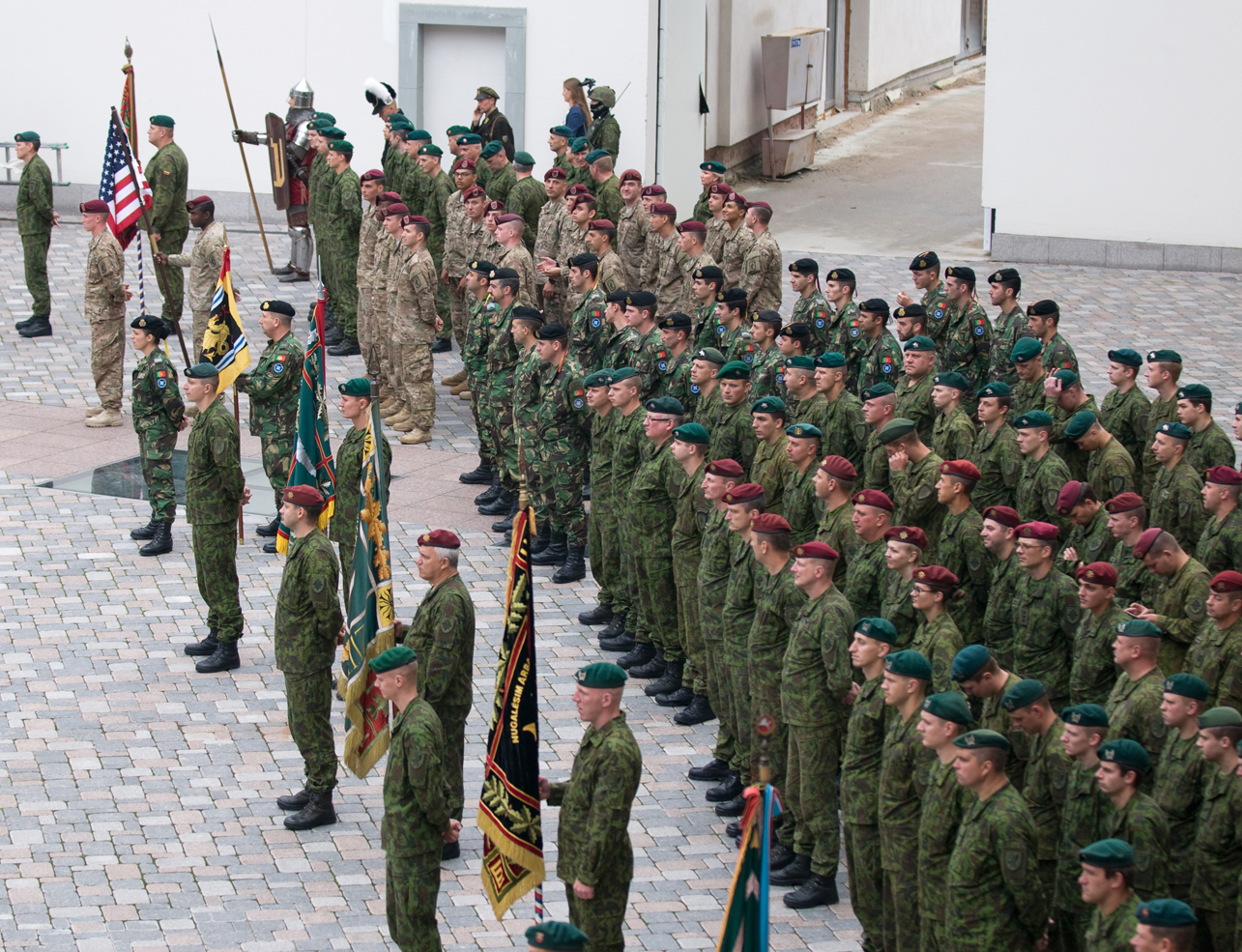
Militares lituanos, portugueses e norte-americanos em formação durante uma cerimónia comemorativa do 605º aniversário da inauguração das Forças Terrestres Lituanas em Vilnius, Lituânia, em 2015

A história da comunidade portuguesa na Lituânia é muito recente. Ambos os países são membros da UE e também da NATO . Eles também compartilham uma moeda comum . Muitos portugueses residem temporariamente na Lituânia devido às operações da NATO no país ou por motivos de negócios. Actualmente existem 280 soldados portugueses estacionados na Lituânia: o seu número aumentou drasticamente após a Invasão Russa da Ucrânia.
Os dois países desfrutam de relações amistosas e de confiança mútua, testemunhando também uma crescente cooperação comercial e linguística.

## Futebolistas
Nos últimos anos, alguns futebolistas internacionais portugueses mudaram-se para a Lituânia para jogar em clubes lituanos . Em 2023 incluíam: Gonçalo Vieira, Aires Sousa e Nuno Pereira.

## Remessas
A comunidade portuguesa na Lituânia mantém fortes laços com a sua terra natal e, entre 2000 e 2021, enviou cerca de 1,79 milhões de euros ( € ) para Portugal em remessas . No mesmo período, os lituanos em Portugal (cerca de 1.000 indivíduos)  enviaram aproximadamente 17,29 milhões de euros ( € ) para a Lituânia.

## Língua portuguesa
Apesar da ausência de ampla familiaridade com o idioma português na nação, o interesse pela cultura de Portugal está em ascensão.
Hoje em dia, os portugueses fazem parte de uma comunidade mais ampla de língua portuguesa na Letónia, composta por cerca de 10 pessoas dos PALOP (sendo a maioria de Angola ), Timor-Leste ou Macau e cerca de 95 brasileiros. As pessoas dos países da CPLP somam assim cerca de 190-200 pessoas, representando 0,01% da população da Lituânia .